# Religioni in Estonia
L'Estonia, nazione storicamente di religione cristiana, è oggi un Paese dove l'irreligiosità è prevalente nella popolazione. Secondo i dati del censimento del 2011, il 54% circa della popolazione non segue alcuna religione, il 28% della popolazione segue il cristianesimo, circa l'1,3% della popolazione segue altre religioni e il 16,7% della popolazione non specifica la propria affiliazione religiosa. Stime dell'Association of Religion Data Archives (ARDA) riferite al 2020 danno coloro che non seguono alcuna religione al 62,2% della popolazione, i cristiani al 37,3% della popolazione e coloro che seguono altre religioni allo 0,5% circa.
La costituzione stabilisce che non c'è una religione di stato e riconosce la libertà religiosa. I diritti religiosi devono essere esercitati senza danneggiare l'ordine pubblico, la salute pubblica e la moralità dei cittadini. La costituzione proibisce l'incitamento all'odio religioso. Le organizzazioni religiose devono registrarsi. Le organizzazioni non registrate possono praticare liberamente il culto, ma non possono avere agevolazioni fiscali. Solo le organizzazioni registrate possono fornire cappellani alle Forze armate e alle prigioni. Nelle scuole pubbliche e private è possibile attivare corsi di istruzione religiosa se gli studenti li richiedono; tali corsi sono finanziati dallo stato e offrono un'introduzione generale alle diverse religioni. Esistono anche scuole religiose private e la frequenza a queste scuole è aperta a tutti gli studenti indipendentemente dalla loro affiliazione religiosa. Nelle scuole private religiose, la frequenza alle funzioni religiose è volontaria.

## Religioni presenti

### Cristianesimo
Secondo il censimento del 2011, gli ortodossi sono la maggiore denominazione cristiana e rappresentano il 16,2% della popolazione. Seguono i protestanti, che rappresentano l'11% della popolazione; i cattolici rappresentano lo 0,4% della popolazione e i cristiani di altre denominazioni lo 0,4% della popolazione.
La Chiesa ortodossa in Estonia è rappresentata in maggioranza dalla Chiesa ortodossa estone (dipendente dal Patriarcato di Mosca) e in misura minore dalla Chiesa ortodossa apostolica estone (dipendente dal Patriarcato ecumenico di Costantinopoli). È presente anche un piccolo gruppo di seguaci della Chiesa ortodossa dei Vecchi credenti. 
Molti degli ortodossi sono russi emigrati in Estonia, infatti, come si nota dalla mappa sotto, sono concentrati nell'est del paese, proprio al confine con la Russia, presso la città di Narva. La maggior parte di questi russi segue la Chiesa Ortodossa Estone mentre gli estoni etnici seguono la Chiesa Ortodossa Apostolica Estone. Ciò è probabilmente causato dagli anni del dominio sovietico che cancellò la religione luterana portata dal dominio svedese. 

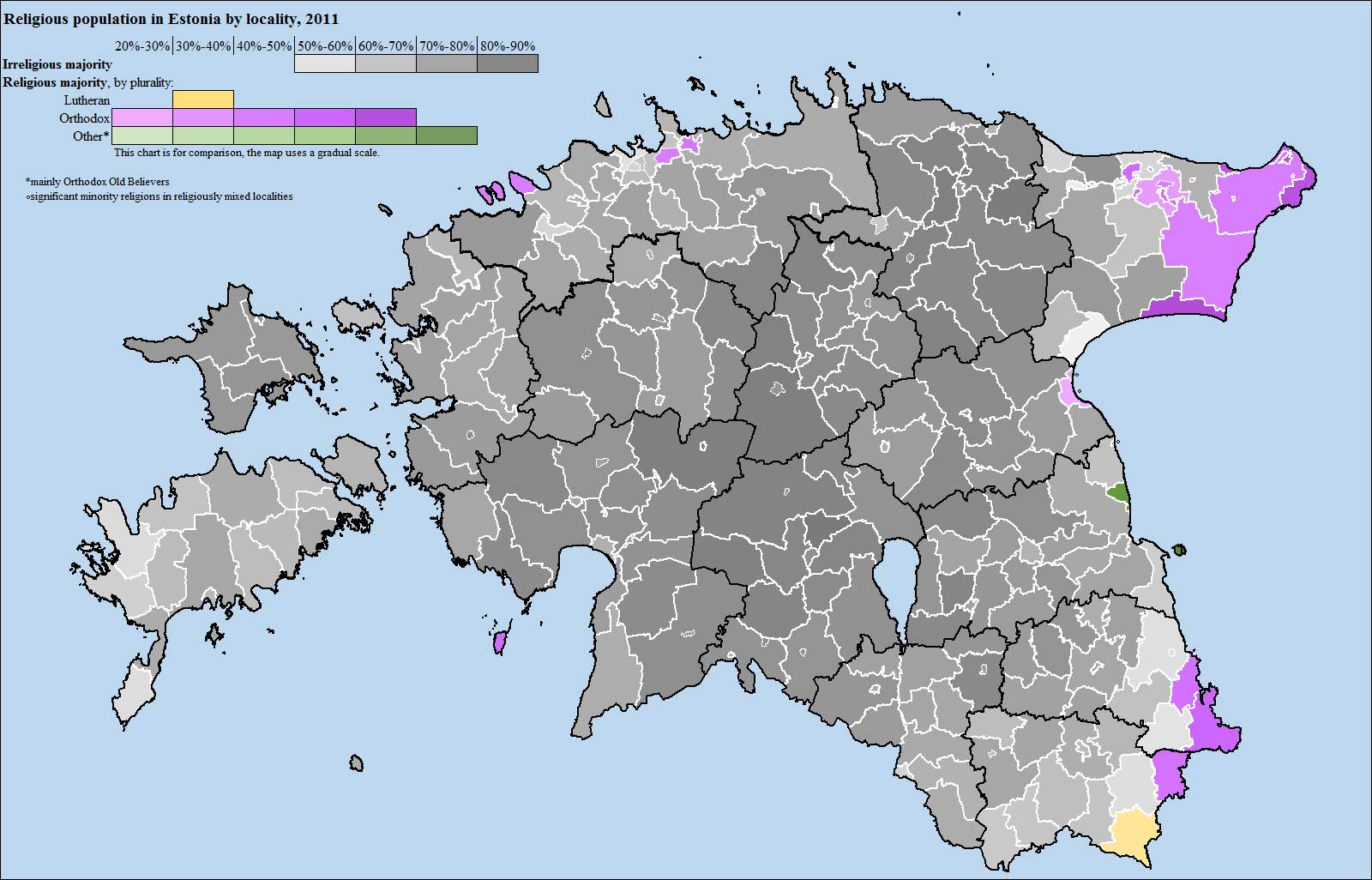
La mappa delle religioni in dettaglio

La Chiesa cattolica è presente in Estonia con l'Amministrazione apostolica di Estonia, che comprende l'intero territorio del Paese.
Il maggior gruppo protestante presente in Estonia è costituito dai luterani, che rappresentano circa il 10% della popolazione e sono riuniti nella Chiesa evangelica luterana estone. Sono inoltre presenti battisti, pentecostali, metodisti, avventisti del settimo giorno e congregazionalisti.
Fra i cristiani di altre denominazioni, sono presenti i Testimoni di Geova e la Chiesa di Gesù Cristo dei Santi degli Ultimi Giorni (i Mormoni).

### Altre religioni
In Estonia sono presenti piccoli gruppi di musulmani, ebrei, buddhisti, bahai, induisti e neopagani che seguono la fede nativa degli estoni.